# Kim Sun-joo
Kim Sun-joo (Seoel, 13 november 1985) is een Zuid-Koreaanse voormalige alpineskiester. Ze nam eenmaal deel aan de Olympische Winterspelen, maar behaalde geen medaille. 

## Carrière
Kim nam nooit deel aan een wereldbekerwedstrijd.
Op de Olympische Winterspelen 2010 in Vancouver was een 46e plaats op de slalom haar beste resultaat.

## Resultaten

### Titels
Zuid-Koreaans kampioene reuzenslalom – 2006, 2009
Zuid-Koreaans kampioene slalom - 2009

### Olympische Spelen
| Jaar | Plaats    | Resultaten                  |
| ---- | --------- | --------------------------- |
| 2010 | Vancouver | 46e Slalom 49e Reuzenslalom |